# Saint-Souplet
Saint-Souplet ist eine französische Gemeinde mit 1197 Einwohnern (Stand 1. Januar 2022) im Département Nord in der Region Hauts-de-France. Sie gehört zum Arrondissement Cambrai und zum Kanton Le Cateau-Cambrésis. Die Bewohner werden Sulpiciens und Sulpiciennes genannt.

## Geografie
Die Gemeinde Saint-Souplet liegt an der Grenze zum Département Aisne am Fluss Selle, sechs Kilometer südlich von Le Cateau-Cambrésis und 30 Kilometer südöstlich von Cambrai.

## Geschichte
Saint-Souplet verdankt seinen Namen Sulpicius II., Erzbischof von Bourges († 647). 1272 verkaufte Enguerrand de Coucy Saint-Souplet an Margarete II., Gräfin von Flandern. 1336 wurde der Ort von König Philipp VI. erworben. Im Vertrag von Conflans (5. Oktober 1465) trat König Ludwig XI. die Orte an der Somme, darunter auch Saint-Souplet, an den Grafen Charles de Charolais ab, den späteren Herzog Karl der Kühne von Burgund. Nach dem Tod Herzog Karls (1477) kehrte Saint-Souplet an das Königshaus zurück, König Ludwig XII. gab ihn an den Herrn von Gruuthuse, wenig später war der Ort im Besitz des Admirals Adolf von Burgund († 1540), dann dessen Sohn Maximilian († 1558). Über Maximilians Schwester Antoinette kam Saint-Souplet an die Familie Anneux, die den Ort noch 1789 besaß. Deren Wappen bildete das heutige Gemeindewappen. Während des Ersten Weltkriegs kam es im Rahmen der Schlacht an der Somme zu mehreren Gefechten um Saint-Souplet. Am 19. Mai 1916 führte das deutsche Pionierregiment 35 hier einen Gasangriff durch. 1918 wurde der Ort von der US Army zurückerobert. In Saint-Souplet erinnert der von der Commonwealth War Graves Commission betreute St Souplet British Cemetery an die gefallenen alliierten Soldaten.

### Eingemeindungen

Wappen von Escaufourt

1973 wurde der Nachbarort Escaufourt eingemeindet, bis dahin eine Enklave im Département Aisne.

### Bevölkerungsentwicklung
| Jahr                       | 1962 | 1968 | 1975 | 1982 | 1990 | 1999 | 2010 | 2021 |
| Einwohner                  | 1646 | 1684 | 1622 | 1482 | 1333 | 1311 | 1290 | 1203 |
| Quellen: Cassini und INSEE |      |      |      |      |      |      |      |      |

## Sehenswürdigkeiten

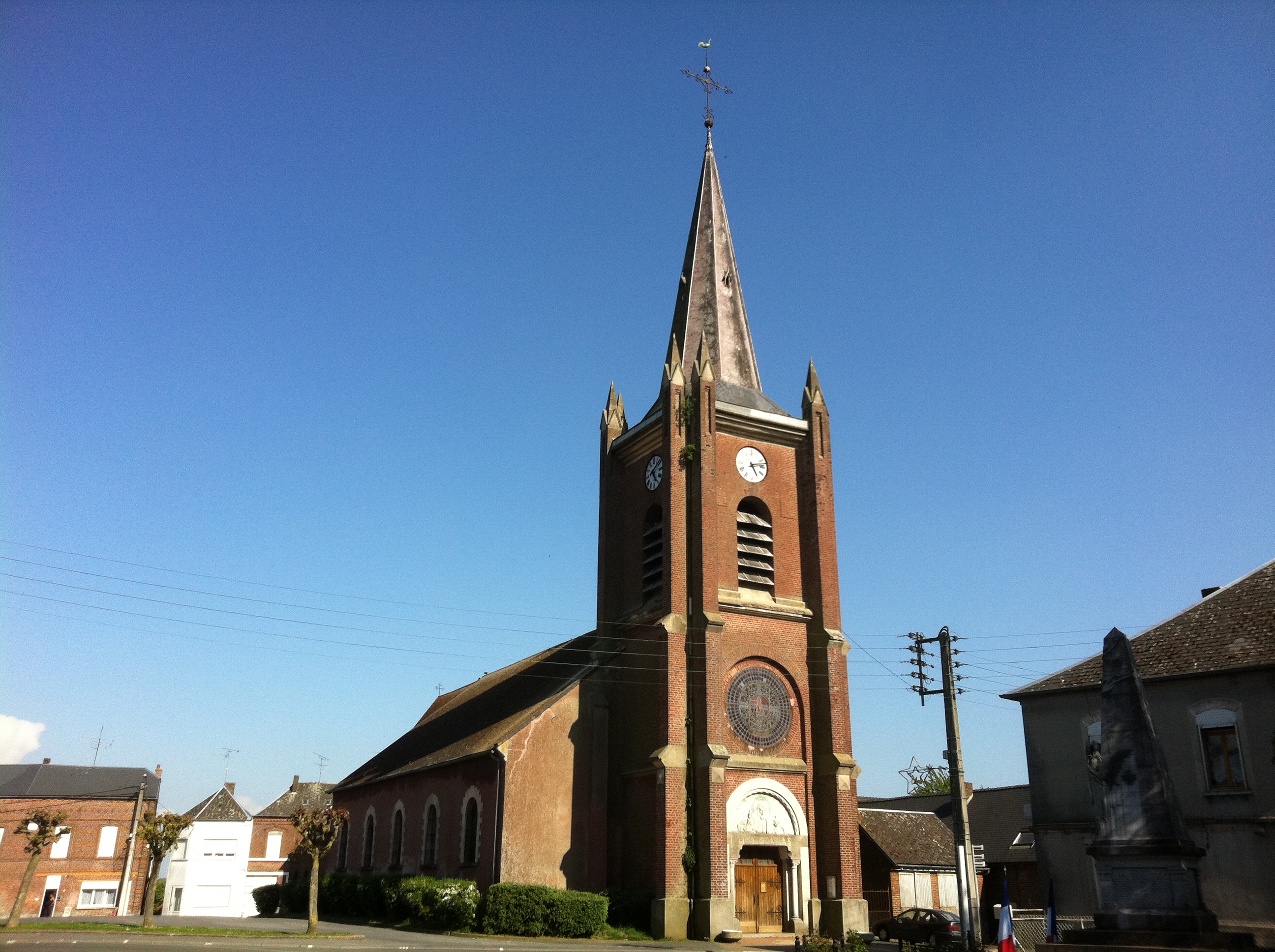
Kirche Saint-Sulpice
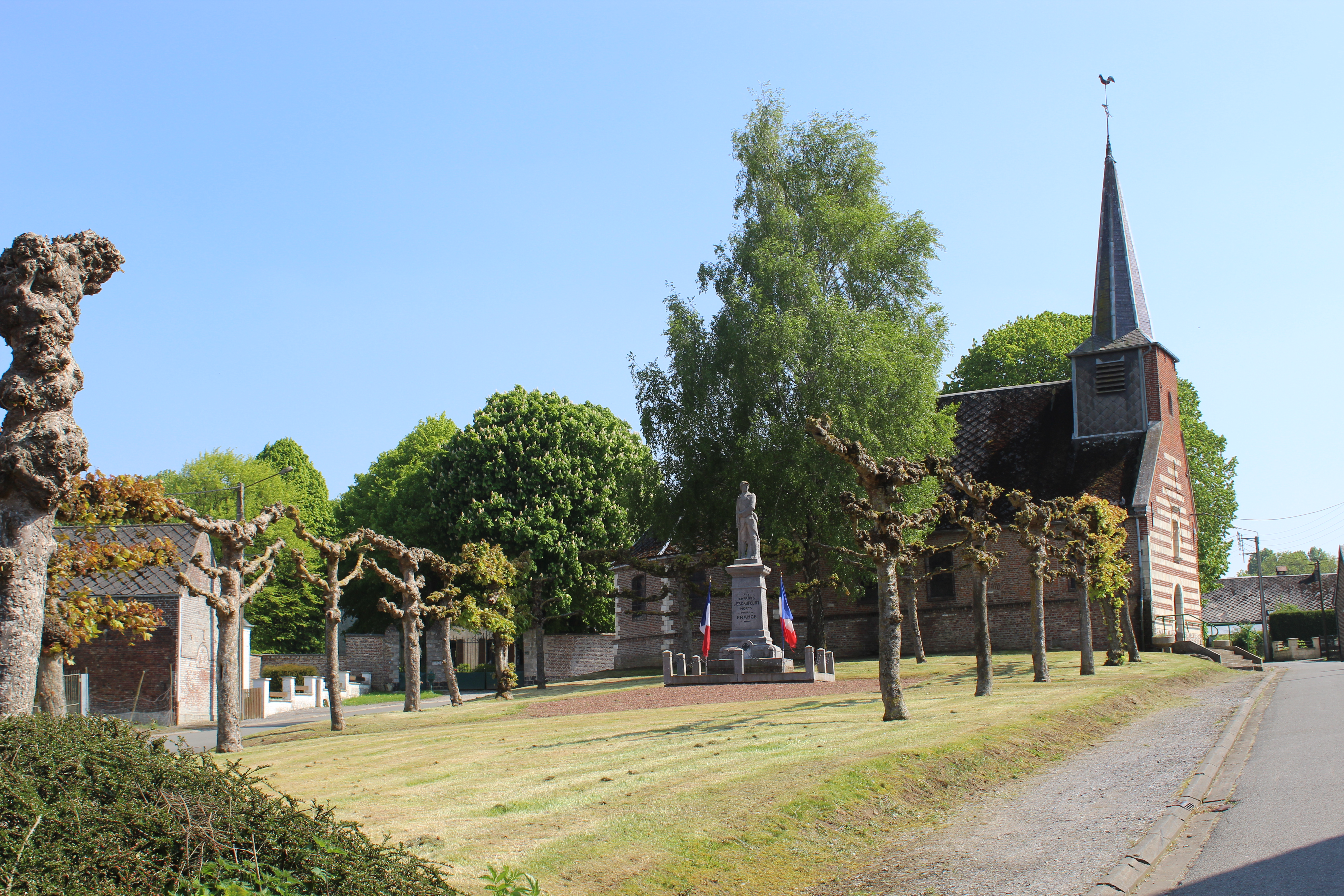
Kirche Saint-Vincent-de-Paul im Ortsteil Escaufourt
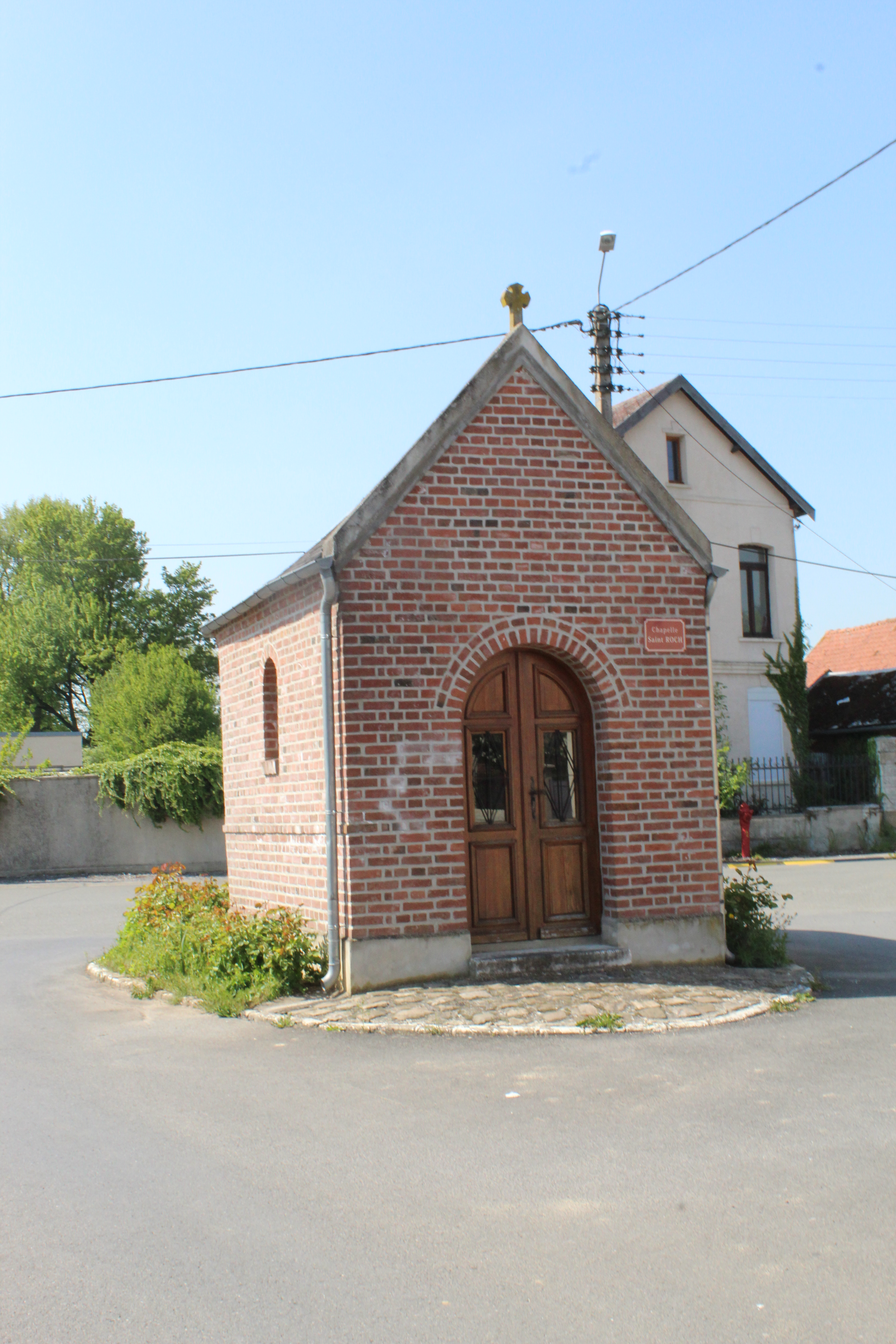
Kapelle Saint-Roch
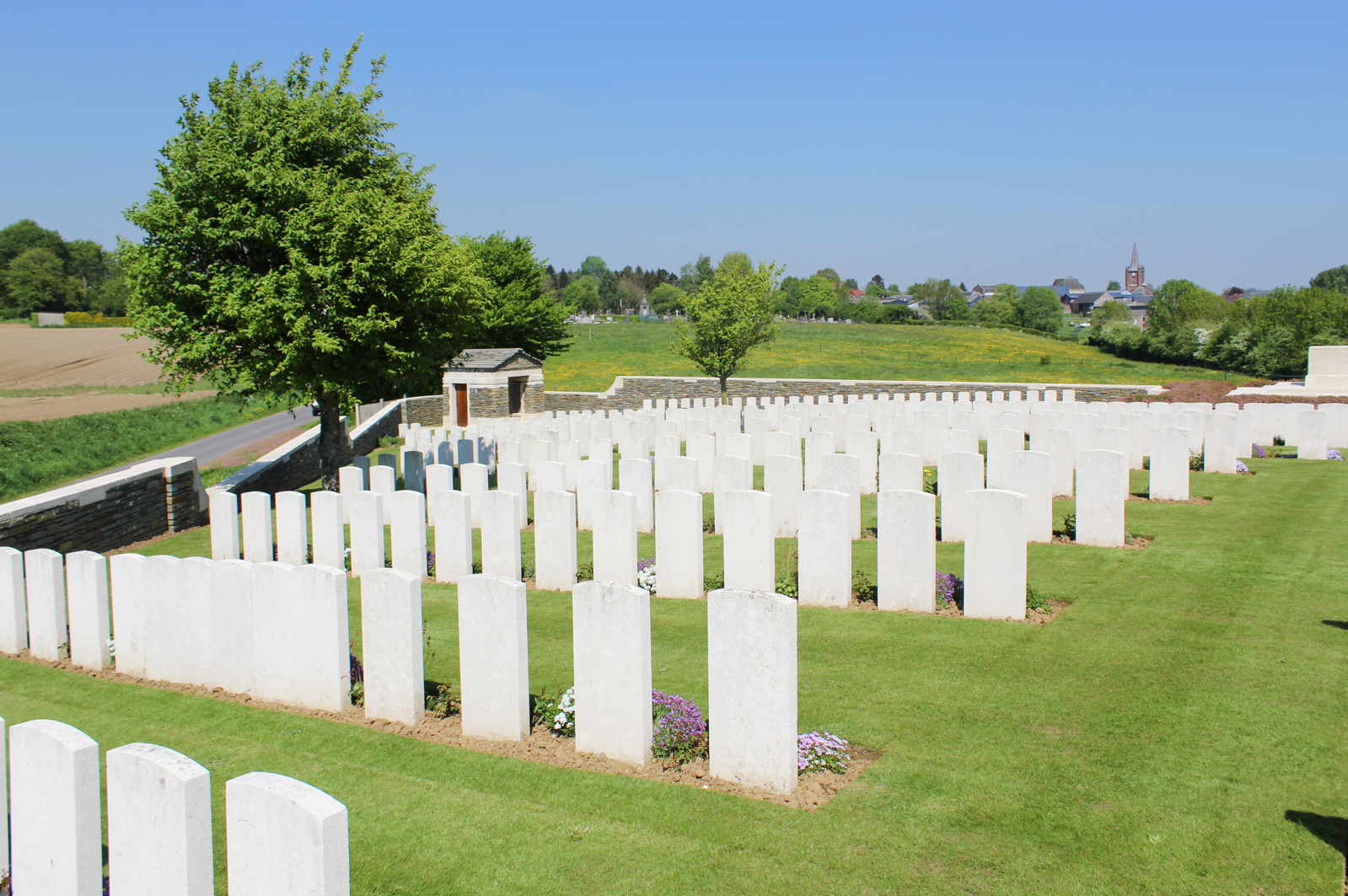
drei Wassertürme
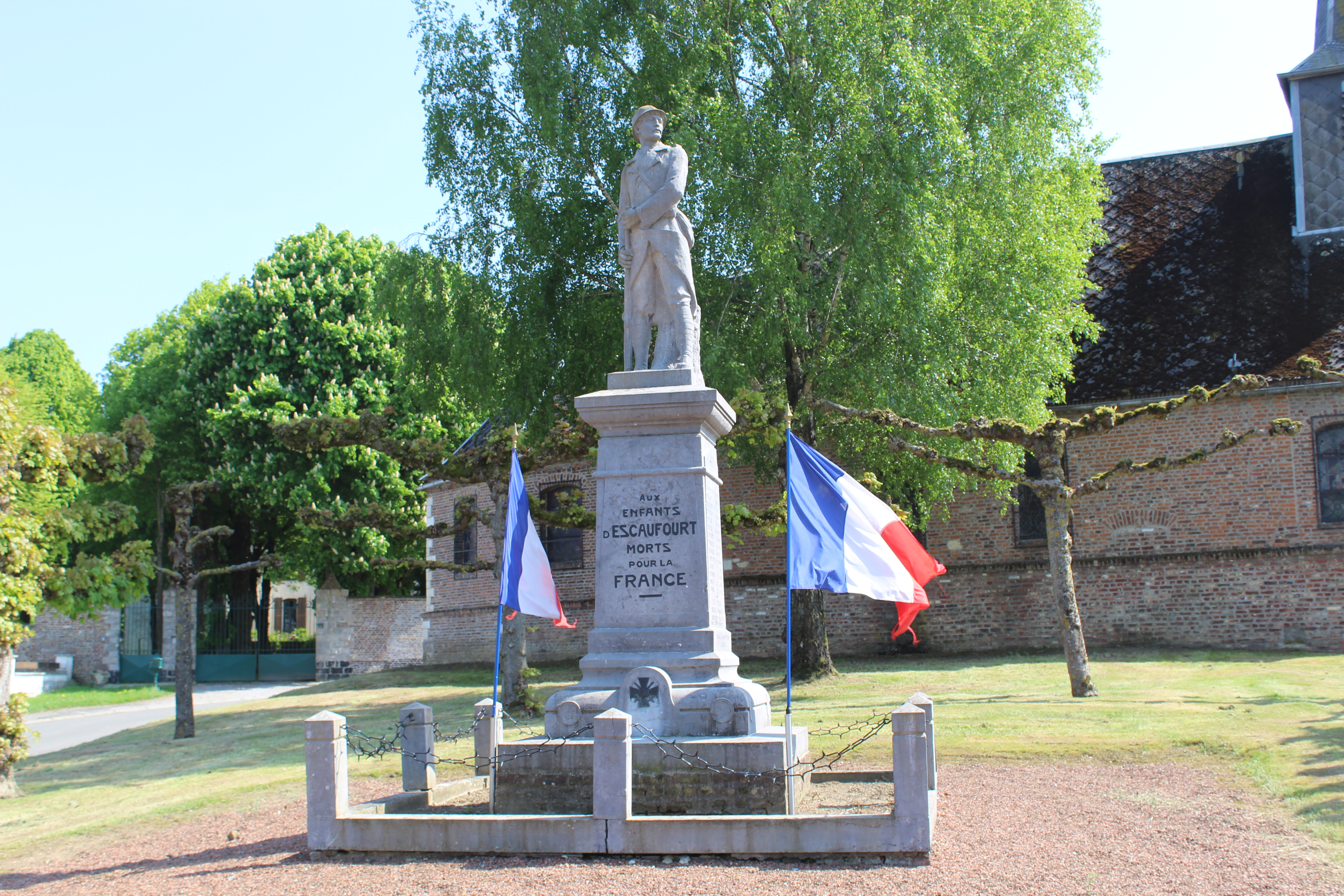
Soldatenfriedhof des Commonwealth

- Kirche Saint-Sulpice
- Kirche Saint-Vincent-de-Paul
- Kapelle Saint-Roch
- Soldatenfriedhof
- Gefallenendenkmal im Ortsteil Escaufourt